# 藤田達成
藤田 達成（ふじた たつなり、1996年12月2日 - ）は、ジャパンラグビーリーグワンレッドハリケーンズ大阪に所属するラグビー選手。

## プロフィール
- 京都府出身[1]。
- ポジションはロック(LO)。
- 身長 192 cm、体重 100 kg
- ニックネームはたつ。
- U20日本代表に選ばれたことがある[2]。
- ジュニア・ジャパンに選ばれたことがある[3]。
- 兄の慶和もラグビー選手[4]。

## 略歴
2015年、東福岡高校卒業後、帝京大学に入る。なお東福岡高校時代、高校日本代表に選ばれたことがある。
2019年、帝京大学卒業後、NTTドコモレッドハリケーンズ(現・レッドハリケーンズ大阪)に加入。
2020年2月2日にジャパンラグビートップリーグ第4節神戸製鋼コベルコスティーラーズ戦に途中出場で公式戦初出場を果たす。

## 受賞歴

### リーグワン
- 2023-24ベストタックラー(DIVISION 2)